# Sverker Ek

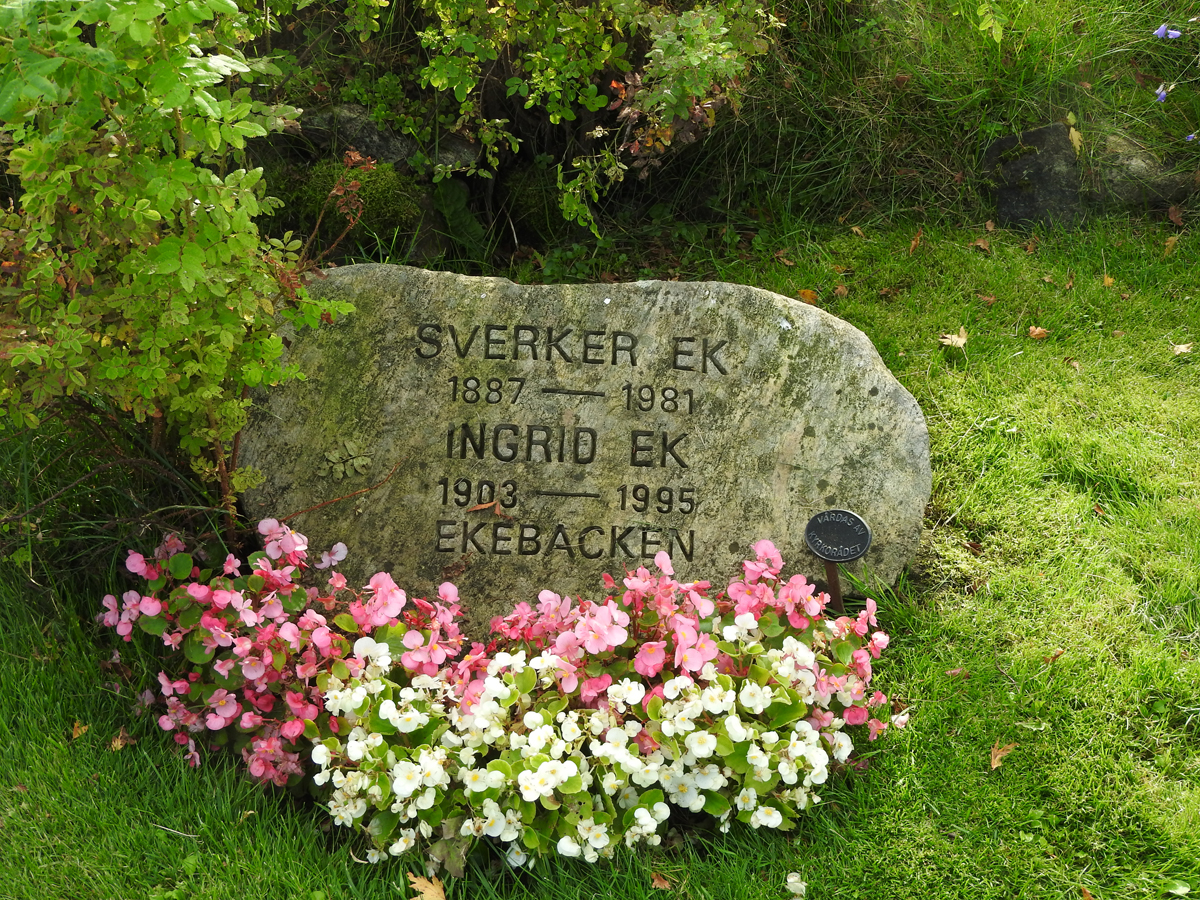
Sverker Eks gravvård på Breareds kyrkogård i Simlångsdalen.

Sverker Ek, född 23 februari 1887 i Göteborgs domkyrkoförsamling, död 15 juni 1981 i Göteborgs Annedals församling, var en svensk litteraturvetare.
Sverker Ek föddes i Göteborg som son till fabriksidkaren Ludvig Ek och Anne-Charlotte Håkansson. Han studerade vid Göteborgs högskola, där han 1912 tog fil.lic. med en skrift om Fredrika Bremer, och disputerade 1916 för doktorsgrad med en avhandling om Frans Michael Franzén. Samma år tillträdde han en tjänst som docent i litteraturhistoria vid samma högskola. 1932–1954 innehade han professuren där i litteraturhistoria och poetik.
Ek var även medarbetare i Svenska Dagbladet, Ord och Bild, Svenskt biografiskt lexikon och Encyclopaedia Britannica.
Eks forskningsområden var biografiska studier av huvudsakligen Frans Michael Franzén, Lars Wivallius, Johan Henric Kellgren, Johan Ludvig Runeberg och Viktor Rydberg, samt den gustavianska litteraturen och folkvisor.
Ek invaldes 1928 som ledamot av Kungliga Vetenskaps- och Vitterhetssamhället i Göteborg och blev 1933 ledamot av Kungliga Gustav Adolfs Akademien för svensk folkkultur.
I sitt första äktenskap med författarinnan Karin Lindblad (1885–1926) var han bl.a. far till förlagsredaktören Birgitta Ek och skådespelaren Anders Ek. Det andra äktenskapet ingick han 1927 med språkläraren Ingrid Häggström, med vilken han fick en son, sedermera professorn i litteraturvetenskap, Sverker R. Ek. Ek är begraven vid Breareds kyrka i Simlångsdalen.

### Tryckt litteratur
- Ek, Sverker i Vem är det 1969